# Henryk Kuczyński
Henryk Kuczyński (ur. 26 lipca 1909 w Sejnach, zm. 18 marca 1991 we Wrocławiu) – polski inżynier chemik.

## Życiorys
Absolwent Politechniki Lwowskiej (1934).
Od 1946 r. profesor na Wydziale Matematyki, Fizyki i Chemii Uniwersytetu i Politechniki we Wrocławiu, a następnie od 1951 r. na Wydziale Chemicznym Politechniki Wrocławskiej. Prorektor Politechniki Wrocławskiej (1955–1956 i 1961–1969). W 1955 r. objął Katedrę Chemii Organicznej Uniwersytetu Wrocławskiego. W 1969 r. został członkiem korespondentem PAN.
Prowadził badania w dziedzinie stereochemii, dotyczące przede wszystkim węglowodorów terpenowych, ich właściwości i syntezy.
Pochowany na Cmentarzu św. Wawrzyńca we Wrocławiu.

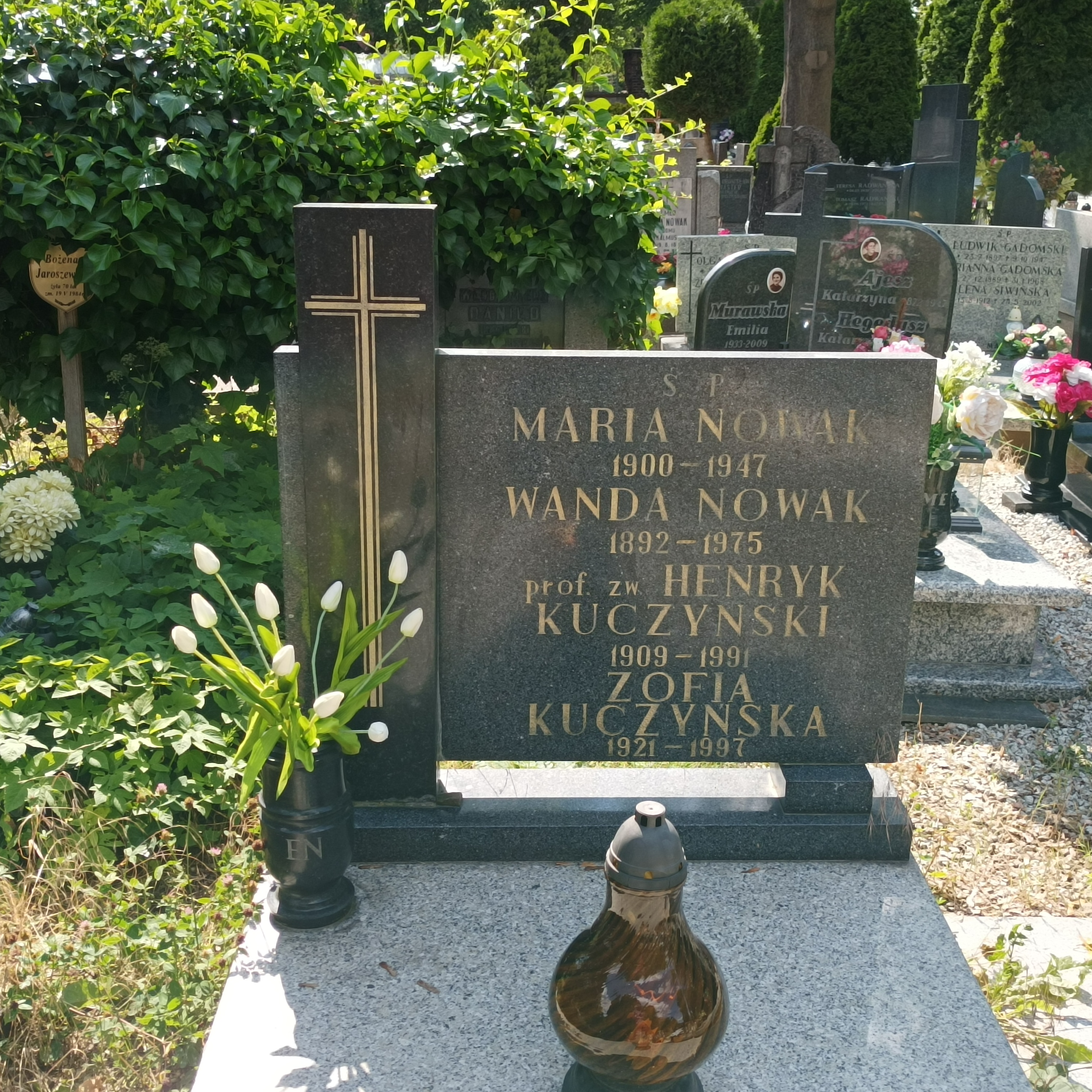
Grób prof. Henryka Kuczyńskiego na cmentarzu św. Wawrzyńca we Wrocławiu

## Ordery i odznaczenia
- Złoty Krzyż Zasługi (14 października 1947)[4]
- Medal 10-lecia Polski Ludowej (24 lutego 1955)[5]